# Geraldine Fitzgerald
Geraldine Fitzgerald (Greystones, Irlanda, 24 de novembre de 1913 − Nova York, 17 de juliol de 2005) va ser una actriu irlandesa.

## Biografia
Fitzgerald va néixer a Greystones, Comtat de Wicklow, al sud de Dublín, filla d'Edith i Edward Fitzgerald, advocat. El seu pare era catòlic i la seva mare protestant convertida al catolicisme. Era bestia de l'actriu Tara Fitzgerald, i cosina del novel·lista britànic Nevil Shute.
Va estudiar pintura a l'Escola d'Art de Dublín, i inspirat per la seva tia, l'actriu i directora de cinema Shelah Richards, Geraldine Fitzgerald va començar la seva carrera actuant en 1932 al teatre a la seva ciutat natal Dublín abans d'anar a Londres, on va estudiar pintura a l'Escola Politècnica Superior d'Art de Londres i als estudis Twickenham va fer un petit paper en una pel·lícula britànica el 1934. Ràpidament va arribar a ser considerada com una de les joves artistes més prometedores de la indústria cinematogràfica britànica i la seva pel·lícula més reeixida d'aquest període va ser The Mill on the Floss (1937).

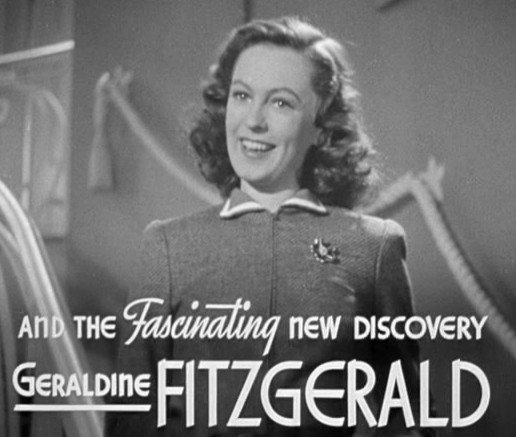
Dark Victory (1939), una de les primeres aparicions de Fitzgerald en films americans.

El seu èxit la va portar als Estats Units i a Broadway el 1938, i va estar davant d'Orson Welles a Heartbreak House, una producció de Mercury Theatre, on va ser descoberta pel productor de cinema Hal B. Wallis, que la va contractar per set anys. Va aconseguir dos èxits significatius el 1939, quan va rebre una nominació per a l'Oscar a la millor actriu secundària pel seu paper d'Isabella Linton a Cims borrascosos i va tenir un important paper a Dark Victory, ambdós films amb un gran èxit de taquilla.
Va aparèixer a Shining Victory (1941) i Watch on the Rhine (1943) de la Warner Bros i Wilson (1944) de la  Fox, però la seva carrera es va veure obstaculitzada pels seus freqüents enfrontaments amb la direcció de l'estudi, i en van resultar suspensions. Així va perdre el paper de "Brigid O'Shaughnessy", la villana d’ El falcó maltès a causa dels enfrontaments amb Jack Warner. Tot i que va seguir treballant amb freqüència al llarg dels anys 1940, la qualitat dels seus papers era menor, i la seva carrera va començar a perdre impuls. Es va convertir en ciutadana dels EUA durant la Segona Guerra Mundial com a mostra de solidaritat amb el seu país d'adopció. El 1946, poc després de finalitzar el seu treball a Three Strangers, va deixar Hollywood per tornar a Nova York, on es va casar amb el seu segon marit, Stuart Scheftel, un net d'Isidor Straus. Va tornar a Gran Bretanya per la pel·lícula So Evil My Love (1948) i va rebre bones crítiques per la seva actuació com alcohòlica adúltera. El 1951 va aparèixer a The Late Edwina Black, abans de tornar als Estats Units.
La dècada de 1950 li va brindar poques oportunitats al cinema, però en la dècada de 1960 es va imposar com a actriu de caràcter, i la seva carrera va gaudir d'un renaixement. Entre les seves pel·lícules d'èxit d'aquest període trobem Ten North Frederick (1958), The Pawnbroker (1964) i Rachel, Rachel (1968). Altres pel·lícules són The Mango Tree (1977) (per la qual va rebre una nominació de l'Australian Film Institute a la "Millor Actriu"), Arthur, el solter d'or (1981), Poltergeist II: The Other Side (1986) i Arthur 2: On the Rocks (1988).
Des de la dècada de 1940 va començar a actuar més en els escenaris i va ser aclamada per la seva interpretació en la reposició de 1971 de Long Day's Journey Into Night. També va tenir èxit com a directora de teatre, convertint-se en una de les primeres dones a rebre una nominació als Premis Tony (1982) per a la direcció de Mass Appeal.
Ella també va aparèixer amb freqüència a la televisió en sèries com Alfred Hitchcock Presents, Robert Montgomery Presents, Naked City , St. Elsewhere i Cagney and Lacey. El 1983, va interpretar a Rose Kennedy a la miniserie Kennedy.
El 1986, Fitzgerald va treballar al costat de Tuesday Weld i River Phoenix en l'aclamada per la crítica pel·lícula per la televisió Circle of Violence: A Family Drama sobre maltractaments domèstics, i el 1987, va fer el paper protagonista en el programa pilot de televisió Mabel and Max (la primera producció de Barbra Streisand per la televisió). Va rebre una nominació als Premis Emmy pel paper d'Anna a The Golden Girls a l'episodi del Día de la Mare el 1988 (Fitzgerald va interpretar un altre personatge a l'episodi Not Another Monday). Va guanyar un Premi Emmy Daytime per la seva aparició en l'episodi 'Rodeo Red and the Runaways' a NBC Special Treat.
El 1976 va començar com a cantant de cabaret cantant a l'espectacle Streetsongs que va fer tres temporades a Broadway i pel que va aconseguir un PBS especial de televisió.
Geraldine Fitzgerald té una estrella a la Passeig de la Fama de Hollywood per la seva contribució a la televisió, al 6353 de Hollywood Boulevard.

## Vida personal
És la mare del director de cinema Michael Lindsay-Hogg (Let It Be) pel seu primer matrimoni (amb Sir Edward Lindsay-Hogg) i una filla, Susan Scheftel, del seu degon matrimoni. Era bestia de l'actriu Tara Fitzgerald.
Fitzgerald va morir als 91 anys a Nova York, després d'una llarga batalla amb la Malaltia d'Alzheimer.

## Filmografia
- 1939: Cims borrascosos (Wuthering Heights) de William Wyler, amb Merle Oberon, Laurence Olivier, David Niven, Flora Robson, Donald Crisp, Hugh Williams, Leo G. Carroll
- 1939: Dark Victory d'Edmund Goulding, amb Bette Davis, George Brent, Humphrey Bogart
- 1939: A Child Is Born de Lloyd Bacon
- 1940: Till we meet again d'Edmund Goulding, amb George Brent, Merle Oberon, Pat O'Brien
- 1941: Shining Victory d'Irving Rapper, amb James Stephenson, Donald Crisp, i Barbara O'Neil
- 1942: The Gay Sisters de Irving Rapper, amb Barbara Stanwyck, George Brent, Nancy Coleman
- 1943: Watch on the Rhine de Herman Shumlin, amb Bette Davis, Paul Lukas, Lucile Watson
- 1946: O.S.S. d'Irving Pichel, amb Alan Ladd, Patric Knowles, John Hoyt
- 1958: Ten North Frederick de Philip Dunne
- 1964: The Pawnbroker de Sidney Lumet
- 1968: Rachel, Rachel de Paul Newman
- 1974: Harry and Tonto de Paul Mazursky, amb Art Carney, Ellen Burstyn, Dan George
- 1978: Adéu al mascle (Ciao Maschio) de Marco Ferreri
- 1981: Arthur, el solter d'or (Arthur) de Steve Gordon, amb Dudley Moore, Liza Minnelli, John Gielgud
- 1988: Arthur 2: On the Rocks de Bud Yorkin, amb Dudley Moore, Liza Minnelli, John Gielgud